# Somalia na Letnich Igrzyskach Olimpijskich 1996
Somalię na Letnich Igrzyskach Olimpijskich 1996 reprezentowało 4 zawodników (sami mężczyźni). Był to 4 start reprezentacji Somalii na letnich igrzyskach olimpijskich.

## Skład kadry

### Lekkoatletyka
Mężczyźni
- Ibrahim Mohamed Aden – bieg na 800 m – odpadł w eliminacjach,
- Abdi Bile – bieg na 1500 m – 6. miejsce,
- Aboukar Hassan Adani – bieg na 5000 m – odpadł w eliminacjach,
- Abdi Isak – maraton – 110. miejsce